# Selección femenina de baloncesto de Túnez
La selección femenina de baloncesto de Túnez es el equipo de baloncesto que representa a Túnez en las competiciones  internacionales organizadas por la Federación Internacional de Baloncesto (FIBA) o el Comité Olímpico Internacional (COI): los Juegos Olímpicos y Campeonato mundial de baloncesto especialmente. Ha conseguido 2 medallas en AfroBasket femenino en 10 participaciones.

## Resultados

### Olimpiadas
- Nunca se ha clasificado.

### Mundiales
- 2002 - 16°

- Datos: Q7853168